# 陳普才
陳普才（生卒年不详），元朝河南江北行省沔阳府（今湖北省仙桃市）人，元末明初陳漢开国皇帝陈友谅的父亲。
陳普才是复州（1278年改为沔阳府）玉沙县的一位渔民。他的第三子陳友諒放弃了沔陽府獄吏的工作。陳普才的弟弟陳普文，跟随徐壽輝、倪文俊反元，陳友谅和弟弟陳友仁想要参加他们反元的武装。陈普才劝说，陳友諒不听，陈普才感叹：“捕鱼的小子要干什么，我不忍看到，不要让我知道。”于是藏匿而去。陈友谅称帝即位后，前去迎接父亲。陈普才说：「你違背我的劝告，我不知死到哪里了。」大定三年（1363年），陈友谅在鄱陽湖之戰中被朱元璋击败，阵亡，次子陈理即位，德寿二年（1364年），朱元璋攻占陈汉都城武昌。陈理投降，陈汉王朝灭亡。
投降后，陈普才被朱元璋封为承恩侯。洪武五年（1372年） ，明太祖朱元璋命陈普才的孙子陳理迁居高麗，陈普才则迁往滁州，不知所终。

## 家族
- 陳普才
  - 長子：陈友富，在陈友谅称帝时官爵不详，降明后和父亲一起受封，封为歸仁伯
  - 次子：陈友直，在陈友谅称帝时官爵不详，降明后和父亲一起受封，封为懷恩伯（又作怀仁伯[3]）
  - 三子：陈友谅，大汉皇帝（1360年—1363年在位）
    - 孙：陈善儿，陈友谅太子，鄱阳湖之战后被俘，后事不详
    - 孙：陈理，大汉皇帝（1363年—1364年在位）

  - 四子：陈友仁，鄱阳湖之战中阵亡，朱元璋追封为康山王
  - 五子：陈友贵，鄱阳湖之战中阵亡，朱元璋立廟祭祀陈友仁，以陈友贵祔祀[1]
  - 子侄：陈友德，《元史》有记载，《明史》无，或为陈友仁、陈友贵的别名，或为陳友諒的堂弟（陈普才的侄子）。至正十九年二月，陳友諒攻打信州，陈友德在扎城東營，繞城植木柵，急攻信州城[5]
- 弟：陳普文，在陈友谅之前就投靠倪文俊反元
- 弟：陈普略，鄱阳湖之战中阵亡[3]